# Ladies Professional Golf Association
Ladies Professional Golf Association (LPGA) er et idrætsforbund som repræsenterer kvindelige professionelle golfspillere. Forbundet blev stiftet i 1950 og er dermed verdens ældste forening for kvindelige professionelle sportsudøvere. Organisationen driver LPGA-touren, Futures Tour og Women's Senior Golf Tour.

## Eksterne links
- LPGAs officielle hjemmeside

| Sport | Spire Denne artikel om sport er en spire som bør udbygges. Du er velkommen til at hjælpe Wikipedia ved at udvide den. |